# Bataille des Hôtels
 (novembre 2018).
Première guerre du Liban (1975-1990)
Batailles
- Bataille des Hôtels (1975-1976)
- Massacre de Karantina (1976)
- Massacre de Damour (1976)
- Massacre de Tel al-Zaatar (1976)
- Opération Litani (1978)
- Intervention militaire israélienne au Liban de 1982 (1982)
- Opération courtilière 19 (1982)
- Bataille de Sultan Yacoub (1982)
- Siège de Beyrouth (1982)
- Massacre de Sabra et Chatila (1982)
- Attaque contre l'ambassade américaine à Beyrouth (1983)
- Bataille de Souk El Gharb (1983)
- Attentats de Beyrouth du 23 octobre 1983
- Guerre des camps (1985-1987)

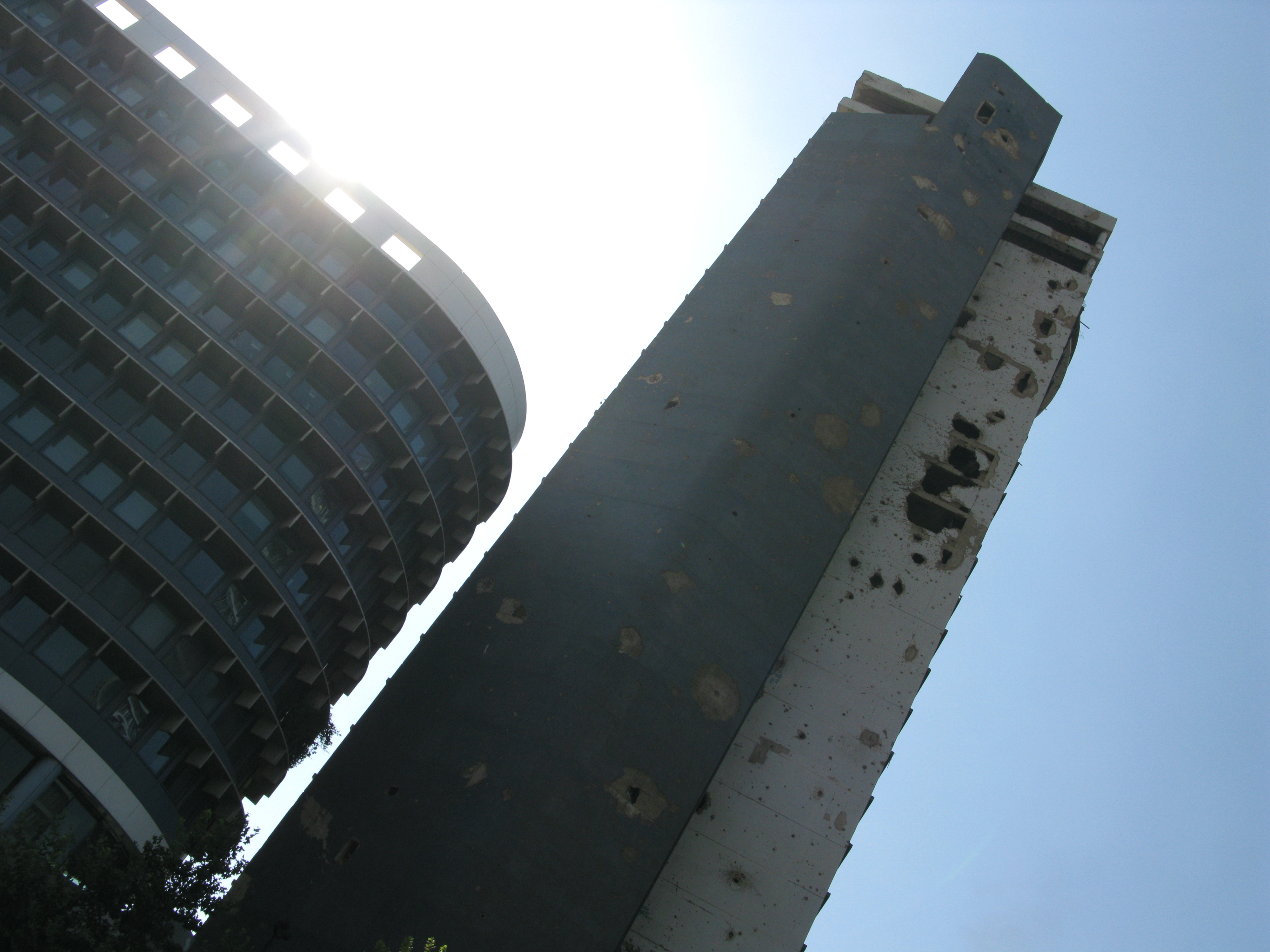
Bâtiment endommagé lors de la bataille.

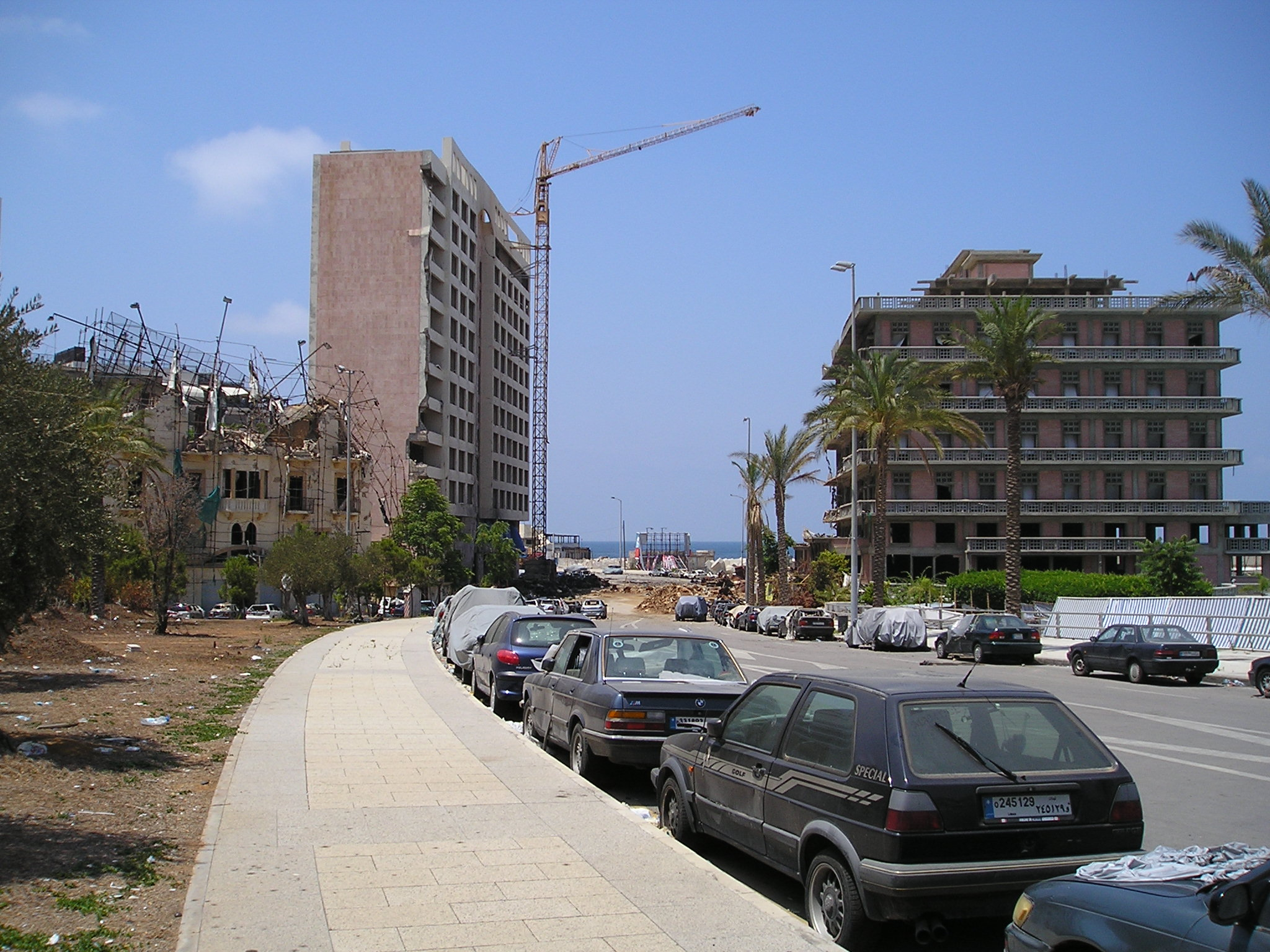
Ruines du St Georges Hotel, en 2005

La bataille des Hôtels décrit un épisode de la guerre du Liban.

## Description
La bataille se déroule dans le quartier du Centre-ville de Beyrouth, à Minet-el-Hosn. Ce lieu fut un des premiers fronts de la guerre qui commença en 1975. Elle opposa de nombreuses factions dont les Phalanges libanaises qui tenaient à l'origine les lieux face aux forces pro-palestiniennes.

## Buts de guerre
La bataille a pour but la prise de contrôle d'un petit complexe d'hôtels adjacent à la corniche de Beyrouth sur la zone du front de mer de la Méditerranée, parmi lesquels le Holiday Inn, le Phoenicia et l'Hôtel St Georges.

## Déroulement
Le combat urbain se répandit rapidement dans d'autres zones du centre de Beyrouth. L'affrontement se déroula surtout au lance-roquette et à l'artillerie de mortiers ainsi que par l'emploi de snipers.
Les Phalanges libanaises, en majorité chrétienne, en sous-effectif malgré une résistance farouche ont dû abandonner le quartier face au Mouvement national libanais, de gauche avec une forte composante palestinienne.
À la fin du mois de mars 1976, la ligne de défense chrétienne recule à quelques centaines de mètres de là, au niveau de la place des Martyrs et du quartier populaire d’Ain el-Remmeneh.

## Dans la culture populaire

### Cinéma
Dans le film Le Faussaire (film) (1981), Volker Schlöndorff y montre un usage ambigu du Phoenicia InterContinental Hotel, qui fut impliqué dans la bataille, les personnages semblent y loger alors qu'il était déjà sévèrement affecté par la bataille. En fait, les scènes tournées le furent au Casino du Liban.

### Littérature
Richard Millet dans son récit autobiographique La Confession négative, décrit son engagement militaire au sein des Phalanges libanaises et sa participation à la Bataille des Hôtels.

### Arts visuels
Le peintre libanais Ayman Baalbaki (en) a fait un tableau du Holiday Inn Beirut, un emblème de la bataille. Son Holiday Inn Hotel 'Seeking The Heights’ fut vendu 47,500 $ à une vente Christie's en 2010.
L'illustrateur et artiste visuel Lamia Ziadé exposa en 2008 son œuvre Hotel’s War, faite de laine et de maquettes d'immeubles faisant référence à cette bataille.